# Chúng ta đã kết hôn
Chúng ta đã kết hôn (hangul: 우리 결혼했어요) là một chương trình truyền hình thực tế giải trí của Hàn Quốc, do đài MBC thực hiện. Nội dung chương trình nói về cuộc sống hôn nhân giả do những nghệ sĩ Hàn Quốc đóng. Những tình huống thú vị mang lại cho khán giả những nụ cười thoải mái. Tuy nhiên, chương trình này đã không ít lần vướng vào scandal kịch bản.

## Season 1
- Ok Taecyeon & Quỷ Quỷ (Ngô Ánh Khiết)
- Lee Hong Ki & Fujii Mina
- Alex & Shin Ae (Ep 1-8, 13-34)
- Crown J & Seo In Young (Ep 1-41)
- Andy & Solbi (Ep 1-28)
- Jung Hyung Don & Kim Tae-yeon (Ep 1-8)
- Lee Hwi-jae & Jo Yeo-jeong (Ep 9-17)
- Kim Hyun-joong & Hwangbo (Ep 9-38)
- Hwanhee & Hwayobi (Ep 25, 29-44)
- Marco & Son Dam-bi (Ep 25, 29-44)
- Choi Jin-young & Lee Hyun-ji (Ep 25)
- Kangin & Lee Yoon-ji (Ep 39-55)
- Jung Hyung-don & Kim Taeyeon (Ep 42-54)
- Shin Sung-rok & Kim Shin-young (Ep 42, 45-54)
- Jun Jin & Lee Si-young (Ep 42, 45-55).

## Season 2
- Kim Yong Jun & Hwang Jung Eum (Ep 1-31)
- Park Jae Jung & Uee (Ep 12-31)
- Jo Kwon & Gain (Ep 21-80)
- Lee Seok Hun & Kim Na Young (Ep 21)
- Lee Sun Ho & Hwangwoo Seul Hye (ep 19-29)
- Jung Yong Hwa & Seohyun (ep 40-91)
- Nichkhun & Victoria (ep 52-91)

## Season 3
- Nichkhun & Victoria (Ep 1-24)
- Eunjung & Lee Jang Woo (Ep 1-52)
- Park So Hyun & Kim Won Joon (Ep 1- 38)
- David Oh & Kwon Ri Sae (Ep 11-24)
- Leeteuk & Kang Sora (Ep 25-61)
- Julien Kang & Yoon Se-ah[1]
- Hwang Kwanghee & Han Sunhwa
- Lee Joon & Oh Yeon-seo

## Season 4
- Julien Kang [2]& Yoon Se-ah[3] (Ep 1-27)
- Hwang Kwanghee[4]& Han Sunhwa[5] (Ep 1-34)
- Lee Joon[6] & Oh Yeon-seo[7] (Ep 3-23)(Ep 3-23)
- Jinwoon[8] & Ko Joon-hee[9] (Ep 24-54)
- Jo Jung-chi & Jung-in[10] (Ep 28-54)
- Lee Taemin[11] & Son Na-eun[12] (Ep 35-71)
- Yoon Han & Lee So-yeon[13] (Ep 55-81)
- Jung Joon-young[14] & Jeong Yu-mi[15] (Ep 55-89)
- Jang Wooyoung[16] & Park Se-young[17] (Ep 72-106)
- Namgoong Min[18] & Hong Jin-young[19] (Ep 82-)
- Hong Jong-hyun[20] & Yura[21] (Ep 90-)
- Song Jae-rim[22] & Kim So-eun[23] (Ep 107-)
- Lee Jong huyn & Gong Seung Yeon
- Henry Lau & Kim Yewon
- Yook Sung-jae (BTOB) & Joy (ca sĩ) (Red Velvet)
- Kang Yewon & Oh Min Suk
- Kwak Si Yang & Kim So Yeon
- Jo Se-ho & Fiesta's Cao Lu
- Eric Nam & Solar (ca sĩ) (Mamamoo)
- Madtown's Jota & Kim Jin Kyung
- Choi Tae-joon & Yoon Bomi
- Untouchable's Sleepy & Lee Guk-joo
- Gong Myung & Jung Hye-sung
- Choi Min-young & Jang Do-yeon

## Giải thưởng
- Kim Hyun Joong và Hwang Bo thắng giải 'MBC's Best Couple Award' vào ngày 29 tháng 12 năm 2008.
- Jo Kwon và Gain thắng giải 'Best Couple Award' and 'Rookies Variety Award' for their roles in We Got Married for MBC Entertainment Awards 2010.
- Yonghwa & Seohyun và Nichkhun & Victoria Song couple both won 'Popularity Award' for MBC Entertainment Awards 2010.
- Kang Sora và Leeteuk won the "Popularity Award" for 2012.
- Song Jae-rim & Kim So-eun won MBC's Best Couple Award 2014.
- Yook Sung-jae (BTOB) & Joy (Red Velvet) won MBC's Best Couple Award 2015.
- Eric Nam & Solar (ca sĩ) (Mamamoo) won MBC's Best Couple Award 2016